# Ставицкая, Мария Ивановна
Мария Ивановна Ставицкая (родилась 1 сентября 1997 года в Мелитополе, Запорожская область) — российская фигуристка, выступающая в женском одиночном катании, а затем в танцах на льду. Долгое время жила и тренировалась в Санкт-Петербурге под руководством Татьяны Мишиной. Мастер спорта России. Весной 2015 года перебралась в Москву в танцевальную группу к Александру Жулину.
По состоянию на январь 2017 года занимает (как одиночница) 190-е место в рейтинге Международного союза конькобежцев (ИСУ).

## Карьера
Мария — бронзовый призёр Юниорского гран-при 2012 в Германии, а также серебряный призёр турнира Ukrainian Open 2013 года. Победительница Европейского юношеского Олимпийского фестиваля 2013 (Брашов, Румыния). Дважды чемпион международного турнира «Кубок Ниццы» (Coupe de Nice) в категории юниоров в 2011 и 2012 году. Победительница Volvo Open Cup 2013 (Рига, Латвия). Серебряный призёр Спартакиады молодёжи России 2012 года в Красноярске.
Бронзовый призёр V этапа Кубка России (2012), победительница V этапа Кубка России (2013), в 2011—2014 году — член сборной России по фигурному катанию.
Часть сезона 2013 / 2014 Ставицкая пропустила из-за полученной травмы и не могла кататься больше полугода.
Сезон 2014 / 2015 года оказался для Марии не самым удачным: восстановление после травмы проходило трудно. В 2014 году она заменила Аделину Сотникову на московском этапе Гран-при, где в итоге заняла седьмое место. На Чемпионате России 2015 года в Сочи заняла 11 место, повторив свой лучший результат (Чемпионат России 2013 года) в карьере фигуристки.
Весной 2015 года Мария приняла решение перейти в танцы на льду. Она перебралась в столицу к Жулину и стала пробовать скататься с Антоном Шибневым. В сентябре 2015 года спортсмены дебютировали в новом виде с восьмого места на Кубке Ломбардии. На чемпионат России фигуристы не отобрались.
Весной 2016 года пара распалась. Мария встала в пару с новым партнёром Андреем Багиным с ним она в конце декабря выступала на национальном чемпионате в Челябинске, где фигуристы заняли восьмое место. В начале февраля 2017 года российская пара выступала в Алма-Ате на зимней Универсиаде, на соревнованиях они выступила совсем неудачно и заняли место во второй десятке.

## Спортивные достижения

### Танцы на льду
(с А. Багиным)
| Соревнования/Сезон | 2016–2017 |
| ------------------ | --------- |
| Универсиада        | 12        |
| Чемпионаты России  | 8         |

(с А. Шибневым)
| Соревнования/Сезон | 2015–2016 |
| ------------------ | --------- |
| Кубок Ломбардии    | 8         |

### Одиночное катание
| Соревнования                                         | 2011–2012 | 2012–2013 | 2013–2014 | 2014–2015 |
| ---------------------------------------------------- | --------- | --------- | --------- | --------- |
| Этапы Гран-при: Кубок Ростелекома                    |           |           |           | 7         |
| Международный кубок Ниццы                            | 1 юн.     | 1 юн.     |           | 10        |
| Кубок Украины                                        |           |           | 2         |           |
| Этапы юниорского Гран-при: Австрия                   |           | 7         |           |           |
| Этапы юниорского Гран-при: Германия                  |           | 3         |           |           |
| Этапы юниорского Гран-при: Эстония                   | 6         |           |           |           |
| Европейский юношеский Олимпийский фестиваль          |           | 1         |           |           |
| Кубок Вольво                                         |           | 1 юн.     |           |           |
| Чемпионат России                                     | 18        | 11        |           | 11        |
| Первенство России по фигурному катанию среди юниоров | 10        | 10        |           |           |

юн. — выступала в юниорском разряде.

## Видео
- Чемпионат России по фигурному катанию 2015. FS. Мария Ставицкая
- Мария Ставицкая / Антон Шибнев, произвольный танец, 8-место